# María Inmaculada Paz-Andrade
María Inmaculada Paz Andrade (Pontevedra, 14     de noviembre de 1928-Pontevedra, 24 de noviembre de 2022) fue una influyente científica, física e investigadora española de proyección internacional. Fue la primera catedrática de la facultad compostelana de Física, así como referencia internacional en microcalorimetría.

## Trayectoria
Posee un doctorado en Física (1963), es catedrática de Física Aplicada (especialidad Termodinámica) e investigadora en la Universidad de Santiago de Compostela y tiene también un certificado de estudios superiores en la Universidad de Marsella (Francia). Amplió sus estudios y colaboró en investigaciones en la Universidad de Manchester (UK) y en el Instituto de Microcalorimetría y Termogénesis del CNRS de Marsella. En 1964 introdujo la microcalorimetría en España. Realizó trabajos sobre termodinámica aplicada, estudios calorimétricos y determinaciones de calor específico de sólidos y de líquidos. En 1999 creó el grupo THOR, donde empezó a desarrollar herramientas informáticas para luchar contra el fuego en Galicia, Santiago de Compostela. Actualmente trabajan 44 especialistas de distintas universidades.

Si que pensé en tirar la toalla. Ser mujer y competir en la universidad es muy duro.

Arde Galicia porque le plantan fuego.

Su tío es el empresario gallego Valentín Paz-Andrade.

## Obras
- 1997. Mujeres de ciencia en la diáspora: Carolina Herschel, Sofía Kovalevskaya, Emmy Noether y Lise Meitner; discurso leído en el acto de su recepción como académica correspondiente. Editor Academia de Ccias. Matemáticas, Físico-Químicas y Naturales de Granada, 32 pp. ISBN 8460415228

- 1990. La Era del vapor y el nacimiento de una nueva ciencia: la termodinámica. 75 pp. ISBN 8471916649

## Reconocimientos
- Medalla de Oro de la Real Sociedad Española de Física (1992)[6]
- Premio Galicia de Investigación Antonio Casares y Rodrigo (1999)[7]
- Insignia de oro de la Universidad de Santiago de Compostela (2000)
- Medalla Castelao, concedido por la Junta de Galicia (2008).[8]
- Arts. presentados en honor de la Profesora María Inmaculada Paz Andrade. Vol. 26, Nº 8 de Journal of chemical thermodynamics. Editor Academic Press, 911 pp. 1994
- Premio Maria Josefa Wonenburger Planells, concedido por la Junta de Galicia (2008).[9]
- Doctora honoris causa por la Universidade de Vigo (2018)[10]